# Sieversandreas
Sieversandreas é um género monotípico de plantas com flores pertencentes à família Orobanchaceae. A única espécie é Sieversandreas madagascarianus.
A sua área de distribuição nativa é Madagáscar.